# 42 Leonis
42 Leonis är en misstänkt variabel i stjärnbilden Lejonet.
42 Leonis varierar mellan visuell magnitud +6,09 och 6,17 utan någon fastställd periodicitet. Den befinner sig på ett avstånd av ungefär 465 ljusår.